# Omer Nishani
Omer Nishani (Gjirokastër, 5 februari 1887 - Tirana, 26 mei 1954) was een Albanees politicus. Voor de Tweede Wereldoorlog was Nishani een anti-fascistisch theoreticus. Tijdens de oorlog sloot hij zich echter aan bij het door de communisten gedomineerde Albanese Bevrijdingsfront (LNC) en bij de communistische partij. In mei 1944 werd Omer Nishani voorzitter van het presidium van de Anti-fascistische Raad voor de Nationale Bevrijding (en daarmee de facto president) en minister van Buitenlandse Zaken. Nadat op 12 januari 1946 de Volksrepubliek Albanië was uitgeroepen, was Nishani van 1946 tot 1953 voorzitter van het Presidium van de Volksassemblee (staatshoofd). Hij vertegenwoordigde Albanië tijdens een overleg van de geallieerden in Parijs (1947).
- Gemeinsame Normdatei: 126646473
- International Standard Name Identifier: 0000 0000 1817 1394
- Library of Congress Control Number: n90673097
- Virtual International Authority File: 15769062
- WorldCat: E39PBJcGh7W99MDCfqyHMrkv73